# Cardamine nepalensis
Cardamine nepalensis är en korsblommig växtart som beskrevs av Kurosaki och Hideaki Ohba. Cardamine nepalensis ingår i släktet bräsmor, och familjen korsblommiga växter. Inga underarter finns listade i Catalogue of Life.